# Gare de Bernay
La gare de Bernay est une gare ferroviaire française de la ligne de Mantes-la-Jolie à Cherbourg, située sur la commune de Bernay, dans le département de l'Eure, en région Normandie.
Elle est mise en service en 1855 par la Compagnie des chemins de fer de l'Ouest. C'est une gare de la Société nationale des chemins de fer français (SNCF), desservie par des trains Intercités et TER Normandie.

## Situation ferroviaire
Établie à 110 mètres d'altitude, la gare de Bernay est située au point kilométrique (PK) 158,821 de la ligne de Mantes-la-Jolie à Cherbourg entre les gares ouvertes de Serquigny et de Lisieux. C'est une ancienne gare de bifurcation avec la ligne d'Échauffour à Bernay (fermée).

## Histoire
La gare de Bernay est mise en service le 1er juillet 1855 par la Compagnie des chemins de fer de l'Ouest, lorsqu'elle ouvre à l'exploitation la section de Mantes à Lisieux de la ligne de Paris à Cherbourg.

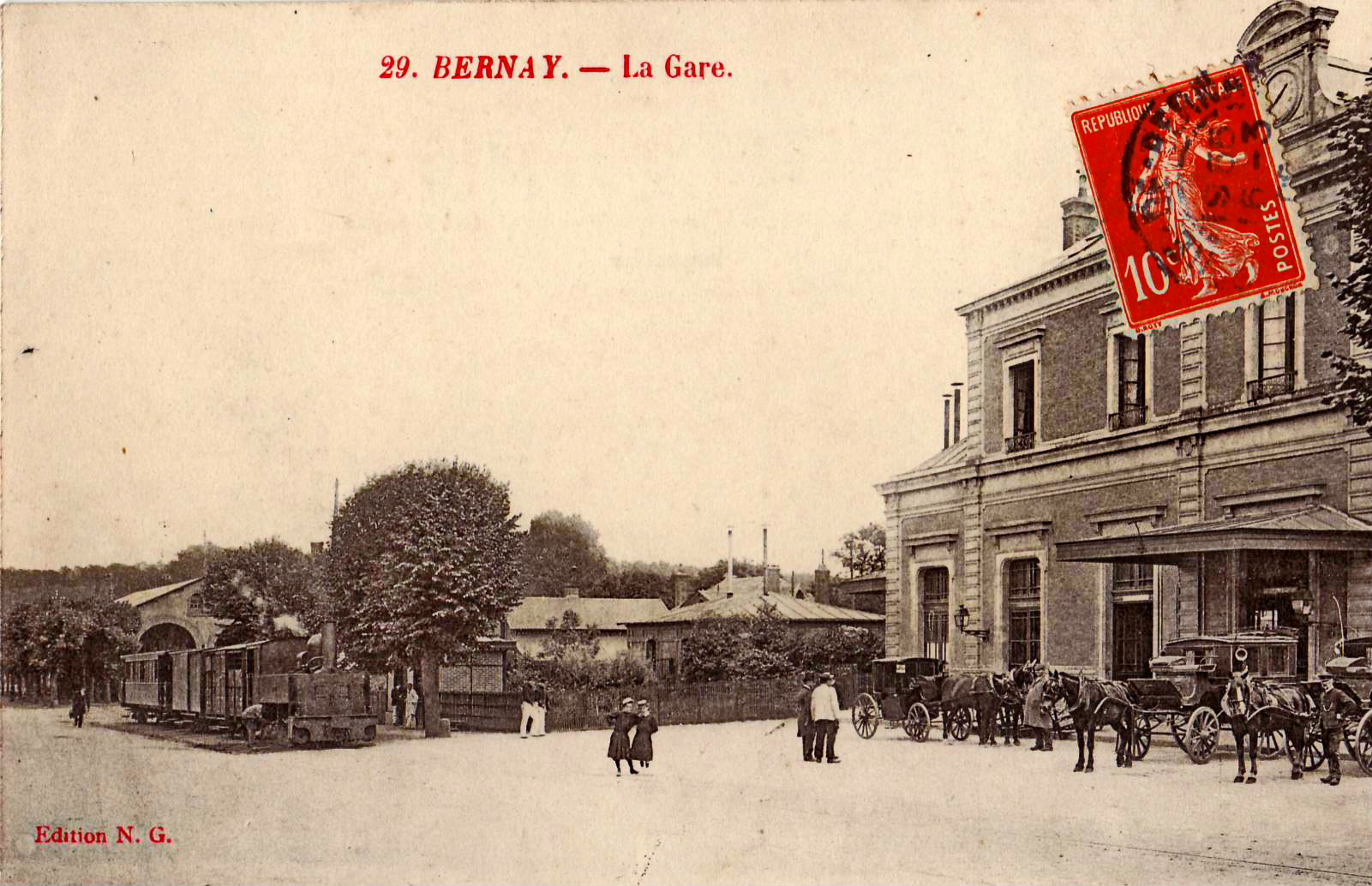
La place de la gare au début des années 1900.

En 1902, le terminus d'une des trois lignes du chemin de fer secondaire à voie métrique de Cormeilles à Glos-Montfort et extensions, est installé sur la place de la gare.
Le 10 septembre 1910 dans l'après-midi, le train express Cherbourg – Paris déraille à 200 m en aval de la gare de Bernay au niveau du passage à niveau de Boucheville. L'accident provoqua au total douze morts et quarante-sept blessés.
En 1946, intervient la fermeture du chemin de fer à voie métrique qui dessert la gare.

## Fréquentation
De 2015 à 2023, selon les estimations de la SNCF, la fréquentation annuelle de la gare s'élève aux nombres indiqués dans le tableau ci-dessous.
| Année                      | 2015    | 2016    | 2017    | 2018    | 2019    | 2020    | 2021    | 2022    | 2023    |
| -------------------------- | ------- | ------- | ------- | ------- | ------- | ------- | ------- | ------- | ------- |
| Voyageurs                  | 484 258 | 465 550 | 484 156 | 447 200 | 477 308 | 336 799 | 401 880 | 544 544 | 616 334 |
| Voyageurs et non voyageurs | 544 110 | 523 090 | 543 996 | 502 472 | 536 302 | 378 426 | 451 551 | 611 847 | 692 510 |

## Service des voyageurs

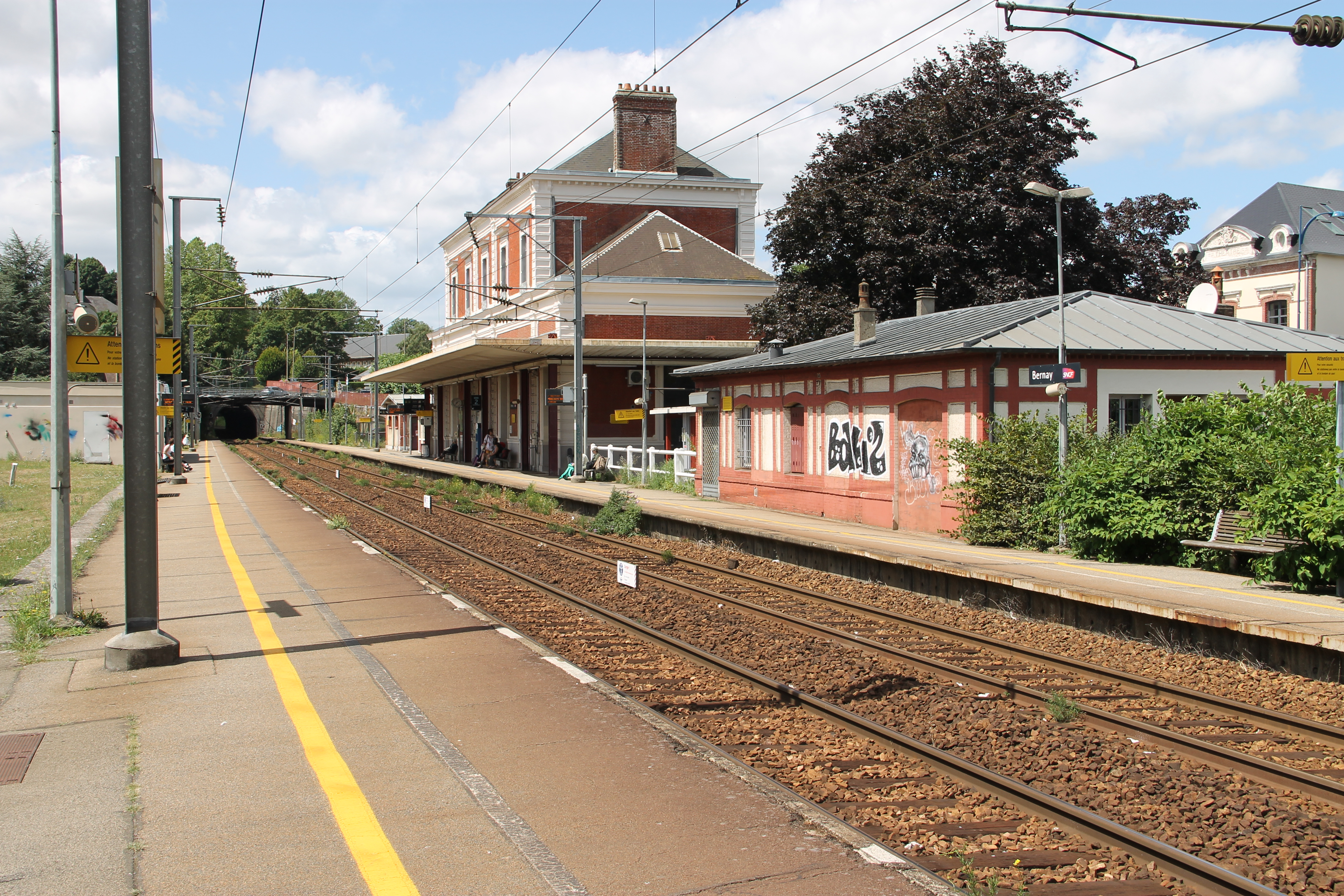
Le bâtiment voyageurs et les quais en 2018.

### Accueil
La gare dispose d'un bâtiment voyageurs ouvert de 5 h 30 à 20 h 5 du lundi au vendredi, de 10 h à 12 h 30 et de 13 h 30 à 18 h le samedi ainsi que de 10 h à 20 h les dimanches et jours fériés. Un guichet est disponible de 5 h 30 à 12 h et de 14 h 30 à 19 h 10 du lundi au vendredi, de 10 h à 12 h 20 et de 13 h 35 à 18 h le samedi ainsi que de 10 h à 12 h 45 et de 13 h 30 à 19 h 10 les dimanches et jours fériés. Elle est équipée d'automates pour l'achat de titres de transport. 
Un souterrain permet la traversée des voies et le passage d'un quai à l'autre.

### Desserte
Bernay est desservie par des trains Krono+, qui effectuent des missions entre Cherbourg, Caen, Trouville - Deauville et Paris-Saint-Lazare. Aux heures de pointe, la desserte comprend un train toutes les heures vers Paris (le matin) ou depuis Paris (le soir).
C'est aussi une gare régionale desservie par des trains TER Normandie qui effectuent des missions entre les gares de Caen et de Rouen-Rive-Droite, et d'Évreux-Normandie à Lisieux et Paris-Saint-Lazare.

### Intermodalité
Un parc pour les vélos et un parking y sont aménagés.